# 田村直臣

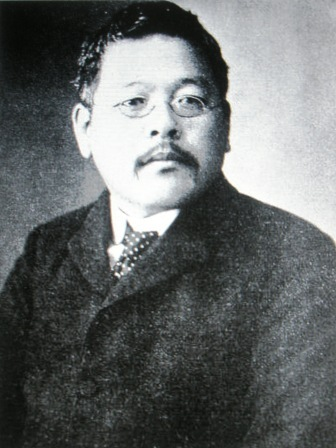
田村直臣（1907年）

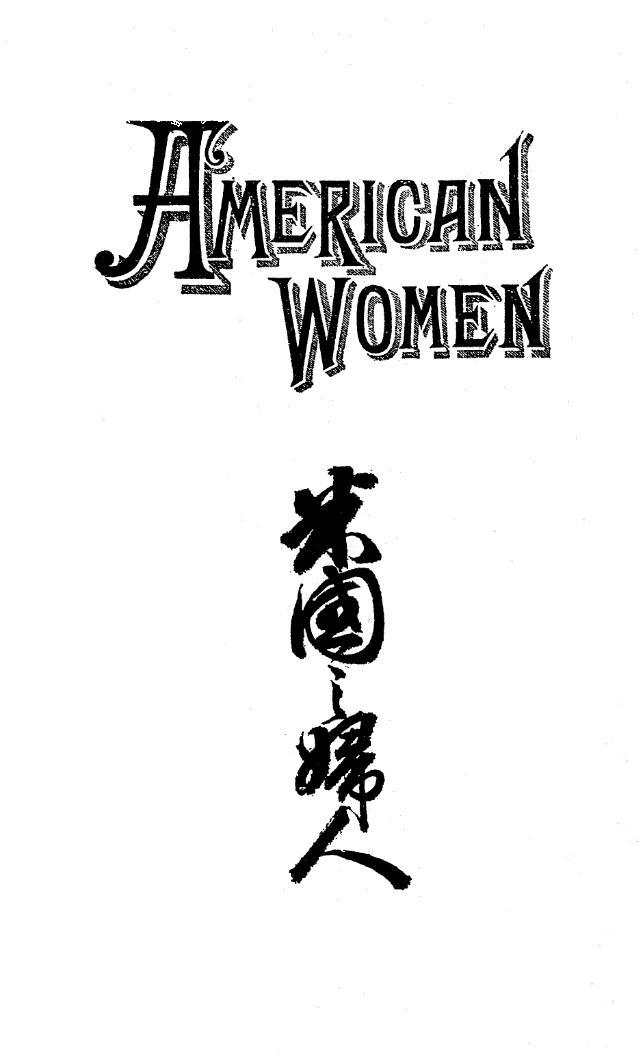
日本の花嫁

田村 直臣（たむら なおおみ、1858年9月15日（安政5年8月9日） - 1934年（昭和9年）1月7日）は、日本の牧師。
植村正久、内村鑑三、松村介石と共にキリスト教界の四村と呼ばれた。
『日本の花嫁』事件で知られる。

## 生涯
与力の三男として大坂に生まれた。海軍兵学校から亀井塾に転塾。結城英語塾、カロザースの築地大学校で学んだ。1874年10月18日洗礼を受けた。東京一致神学校を卒業。
1874年（明治7年）12月24日、日本基督一致教会で牧師の按手礼を受けた。1880年（明治13年）1月に日本独立長老教会銀座教会（後の巣鴨教会）の牧師となった。教会は、1880年2月に京橋区新肴町に移転し京橋教会と改称、1885年（明治18年）4月には麹町区有楽町に教会を移転し、数寄屋橋教会と改称した。
田村は日曜学校に力を入れ、児童向けに信仰と道徳を奨める語をアメリカの著作からとって話して聞かせた。1880年にその一つを「忠義なる鼓手の話」として『七一雑報』に掲載し、同年にこれも含む8話を『童蒙道の栞』という本にまとめて出版した。欧米から翻訳した児童文学の最初期の一つである。1888年（明治21年）には翻訳児童書としてはじめて言文一致を取り入れた『童蒙道しるべ』を出版した。
この間、バラの築地大学校で教師を務めた後、1882年にアメリカに渡り、オーボン神学校に入学した。1885年にプリンストン神学校を出てプリンストン大学心理学科を卒業し、修士号を取得した。1886年に帰国し、数寄屋橋教会の牧師に復した。
1892年に田村は「仏教の影響下の家庭とキリスト教の影響下の家庭を比較」するため著書『日本の花嫁』を出版した。田村直臣牧師は、「私の持論なる男女同権論を主張し、日本の風俗習慣を破壊し、新日本に於いて、新ホームを作るの必要を高調し、キリスト教の力でなくては、男女の貞潔を守る事も出来ず、婦人の地位を高めることの出来ないことも極論した。」
1893年植村正久は『福音新報』127号で田村牧師を激しく批判した。
「『日本の花嫁』は記して曰く、我らは愛と禽獣的の情欲とを同一視す。曰く、わが人民は清潔なる愛を味わい知らず。曰く、日本にては、父親は無限独裁の君主なり。万権これに属す。曰く、親は児女の婚嫁のみに熱心して、その将来の幸福繁栄を慮ることなし云々。この類枚挙するにあらざるなり。これ真実に日本の社会を写し出せるものに非ざるなり。」
「今、田村氏は上文のごとき奇怪なる文字を弄して、同胞を外国に誹れり。我輩は氏のために深くこれを愧じ、またこれを悲しまんずばあらざるなり、よし真実なることにもせよ、自国の事は一々これを外国に告ぐるの必要なし。或いはこれを隠蔽するの義務あり。況や虚妄の記事を列ねて自国の恥辱を海外に風潮(原文ママ)するや。我輩この種類に属する著書の軽薄を爪弾きす。」
10月に日本基督教会の中会は、井深梶之助、山本秀煌、熊野雄七の訴えにより、「同胞讒誣罪(どうほうざんぶざい)｣で田村直臣を譴責。教会法廷の判決を不服とする田村牧師は大会に上告し、異端でないのだから教会法廷は不当であると主張した。
1894年第9回日本基督教会大会で植村は、「此の問題に就ては最早多言するを要しない。先刻以来彼が自己を弁護する其の態度を見れば分る。此の如き人を我が日本基督教会の教職として認むるべきか何うか、是また自づから分明である。」と述べた。大会では中会よりさらに罪状と処分が重くなり、大会は「日本国民を侮辱したるもの」として、田村直臣を牧師から免職した。「教職を免ず」とする判決を下した、教会法廷の判決文は次の通り。「そもそもこの著書は国民の面目を犠牲となして金銭を博したるものにして即ち同胞を海外に侮辱しみだりに本邦人の名誉を毀損せる者なり」。
井深梶之助は、「物には内外の別あるもの也然れども花嫁著者は日本国民の恥辱となるべき事を外国語を以って外国に於いて著述したり」と述べ、押川方義は「我が祖先が遺したる高潔なる親子間の道徳を誣て海外に恥しむる」と言った。無教会主義の内村鑑三は判決に満足の意を表明して「宗教は国家観念のうえに立つものなることは余輩の充分是認するところなり。されども国家の名誉を犠牲に供し、国家を辱めて伝布する宗教は邪道なり」、と言った。
田村牧師と牧会する数寄屋橋教会は、日本基督教会から分離し、免職後も日本基督教会以外からは牧師と認められていた。経営する自営館(田村塾)から山田耕筰が育った。
1909年の宣教開始50年記念会で「基督教文学に付て」の講演を担当。
田中正造の足尾鉱毒事件に協力していたが、足尾銅山事務所長の小田川全之（かつて田村と同じ教会に属していたクリスチャン) から鉱毒除去装置があり補償金が支払われたという説明を聞き、また運動が政治色を帯びるにつれて、ここから離れた。
1925年1月8日に植村正久牧師が天に召され、その翌年の1926年に、日本基督教会への復帰が認められた。

## 著書
- 『信仰五十年史』田村直臣自伝 大空社
- 『我が見たる植村正久と内村鑑三』1932年
- 『童蒙道の栞』第1集 田村直臣編 十字屋 1880年10月
- 『童蒙道しるべ』編 十字屋 1888
- 『米国の婦人』 田村直臣（有楽堂主人）著、1889年
- 『真神を信ずる理由』  田村直臣（有楽堂主人）著、1889年
- 『創世記註釈』十字屋 1889年4月
- 『基督教と政治』1890
- 『霊魂の不滅を信ずる理由』1890
- 『聖書を神の言葉と信ずる理由』1890
- 『対照聖書辞典』 田村直臣編，米国聖教書類会社 1890
- 『約翰伝註釈』警醒社 1890  (新約註釈全書)
- 『基督教を信ずる理由』警醒社 1891
- 『基督の神たる事を信ずる理由 』1891
- 『馬可伝・路可伝註釈』1891 (新約註釈全書)
- 『馬太伝註釈』警醒社1891 (新約註釈全書)
- 『童蒙をしえ草』一二三館 1891
- 『幼年道の栞』田村直臣（三光隠士）編 自営館出版部、1894年
- 『廿世紀の日曜学校』警醒社、1907年
- 『幼年教育百話』警醒社書店、1913年
- 『基督教大意』警醒社書店、1914年
- 『基督教倫理』ホーム社、1915年
- 『五十二の礎』洛陽堂、1917年
- 『子供の心理』警醒社書店、1919年
- 『宗教教育の原理及実際』 警醒社書店、1920年
- 『巴里講和会議後幕のぞきの記』 警醒社書店、1920年
- 『児童の権利』大正幼稚園出版部 1926

### 講演集
- 『開教五十年記念講演集』 宣教開始五十年記念会事務所 鵜飼猛 1910